# Il pomeriggio di un torturatore
Il pomeriggio di un torturatore (Dupa-amiaza unui tortionar) è un film del 2001 diretto da Lucian Pintilie.